# Ola Brunkert
Ola Brunkert (Örebro, Švedska, 15. rujna 1946. – Mallorca, Španjolska 16. ožujka 2008.) je bio jedan od glavnih bubnjara sastava ABBA. Brunkert i basist Rutger Gunnarsson su jedini dodatni glazbenici koji se pojavljuju na svakom ABBA-inom albumu.
Rođen u Örebrou, Švedska, Brunkert bio je bubnjar za Slim's Blues Gang, prije nego što se pridružio pop grupi Science Poption. Kasnije je osnovao jazz rock sastav Opus III zajedno s gitaristom Janneom Schafferom. Godine 1970. postao je jedan od najznačajnijih bubnjara u Stockholmu.
Bio je jedan od četvero članova ABBE čija se lica nisu prikazivala na omotima albuma - Agnetha Fältskog, Björn Ulvaeus, Benny Andersson i Anni-Frid Lyngstad, ali je od početka svirao u sastavu. Brunkert je svirao bubnjeve na ABBINOJ prvoj pjesmi "People Need Love", zatim na Eurosong hitu "Waterloo" pa tako na gotovo svakoj pjesmi, sve do raspada sastava. Članovi ABBE obećali su mu "da će se jednoga dana čuti njegov glas u njihovim pjesmama", što se i dogodilo na albumu Arrival iz 1975., gdje je pjevao prateće vokale. Zadnju izvedbu s ABBOM imao je u listopadu 1981. godine, gdje je svirao za singl "One of Us".
Uživo se pojavljivao s ABBOM na Eurosongu 1974. godine, a zatim na ostalim koncertima u Europi i Australiji 1977. godine pa ponovo u Sjevernoj Americi i Japanu 1980. godine.
Godine 1980., kupio je zemljište u Mallorci, Španjolska gdje je živio do kraja života. Na tom zemljištu, u kući Ola je preminuo, kao i njegova žena, Inger, 2007. godine.
Brunkert je umro nakon što je slučajno pao u 61. godini. Pronađen je s ogrebotinama u vratu, što se smatrao kao glavni uzrok smrti. U stvari, Brunkert je udario u staklena vrata nakon čega je staklo puklo te su mu komadi stakla razrezali vrat. Nekako je uspio zaustaviti krvarenje te je krenuo prema bolnici, ali se srušio već u vrtu.